# Thibaut Vervoort
Thibaut Vervoort (ur. 10 grudnia 1997 w Antwerpii) – belgijski koszykarz, reprezentant kraju w koszykówce 3×3, olimpijczyk z Tokio 2020.

## Kariera
Z reprezentacją Belgii w koszykówce 3x3 uzyskał następujące wyniki:
| Impreza                             | Rok  | Miejsce | Pozycja    |                      |      |       |            |
| ----------------------------------- | ---- | ------- | ---------- | -------------------- | ---- | ----- | ---------- |
| Impreza                             | Rok  | Miejsce | Pozycja    | Igrzyska olimpijskie | 2020 | Tokio | 4. miejsce |
| Mistrzostwa Europy w koszykówce 3x3 | 2021 | Paryż   | 9. miejsce |                      |      |       |            |

Gra także w koszykówkę pięcioosobową jako zawodnik klubu Antwerp Giants.